# Eabhai
Eabhai – heksagraf używany w języku irlandzkim do zapisu głoski [əu̯] oraz w Donegalu do zapisu [oː].
Przykłady: deabhaidh – pośpiech, leabhair – książki, meabhair – głowy.